# Zombie Ass: Toilet of the Dead
Pour plus de détails, voir Fiche technique et Distribution.
Zombie Ass: The Toilet of the Dead (ゾンビアス, Zonbi asu) est un film japonais réalisé par Noboru Iguchi, sorti en 2011.

## Synopsis
Marquée par le suicide de sa jeune sœur, Megumi, une karatéka, accompagne quatre amis pour une virée en forêt. L'une de ses amies, Maki, trouve un parasite dans un poisson et décide de le manger dans l'espoir qu'il l'aide à mincir. Elle est rapidement prise de violents maux de ventre. Peu après, le petit groupe est attaqué par une horde de zombies couverts d'excréments.

## Fiche technique
- Titre : Zombie Ass: The Toilet of the Dead
- Titre original : ゾンビアス (Zonbi asu)
- Réalisation : Noboru Iguchi
- Scénario : Noboru Iguchi, Tadayoshi Kubo, Ao Murata et Jun Tsugita
- Musique : Yasuhiko Fukuda
- Photographie : Yasutaka Nagano
- Montage : Takeshi Wada
- Production : Yasuhiko Higashi, Ken Ikehara, Masahiro Miyata et Naoya Narita
- Société de production : Arcimboldo Y.K. et Gambit
- Pays :  Japon
- Genre : Comédie horrifique
- Durée : 85 min
- Dates de sortie : 
  -  États-Unis : 24 septembre 2011 (Fantastic Fest)[1]
  -  Japon : 25 février 2012

## Distribution
- Arisa Nakamura : Megumi
- Mayu Sugano : Aya
- Asana Mamoru : Maki
- Yūki : Ko
- Danny : Naoi
- Kentaro Kishi : Take